# 斜谷
斜谷是陝西秦嶺的一處山谷，是褒斜道的北部入口，在今陝西省寶雞市眉县斜谷村。班固的《西都赋》有雲：“左据函谷、二崤之阻，表以太华、终南之山；右界褒斜、陇首之险，带以洪河、泾、渭之川。”
建興六年（公元228年）諸葛亮出兵北伐，宣稱將由斜谷道取郿，並令趙雲、鄧芝為疑軍，佔據箕谷，魏大將軍曹真率領大軍反擊，諸葛亮下令趙雲、鄧芝在斜谷道阻擋曹軍，自己率領蜀軍主力進攻祁山。然而趙雲、鄧芝的疑軍兵弱敵強，失利於箕谷，但兩人仍斂攏敗軍固守，一戍赤崖口，一戍赤崖屯田，意在持續牽制曹真所轄大軍於箕谷使其不得西顧。